# Blatte
|  | Wiktionary har en ordboksartikel om blatte. |

Blatte är en ofta pejorativ (förolämpande/nedsättande) benämning, ibland identitetsskapande självbenämning, på en mörkhyad person med en etnisk bakgrund som uppfattas som icke-nordeuropeisk eller icke-europeisk,. Termen används huvudsakligen som slanguttryck.
Ordet blatte definieras i SAOL som "mörkhyad (utländsk) person" med stilmarkörerna vardagligt och kan uppfattas som nedsättande.
Under 2000-talet har människor med utländskt påbrå försökt neutralisera ordets nedsättande karaktär genom att aktivt införa det i den egna gruppens språkbruk (jämför "nigger", "bög"). Studier visar att vissa ungdomar med utländskt påbrå använder begreppet som identitetsskapande självbenämning, och att begreppet bland storstadsungdomar har varierande tolkning. Tidskriften Gringo, som gjort sig känd för sitt provocerande språkbruk, har bidragit till att betydelseförskjutningen även fått ett visst genomslag i etablerade media. Gringoredaktionen har påverkat SAOL att förortssvenska ord som "blatte" ska komma in i ordboken.
Blattens motsats i vardagsspråket är "svennen". De är båda arketyper i populärkulturen.

## Etymologi
Ordet "blattes" ursprung är oklart. 
Ordet kan beläggas åtminstone sedan 1967, men kan vara betydligt äldre. Det finns med i Gibsons Svensk slangordbok från 1969, både i betydelsen 'pajas' och i betydelsen 'neger'. Som grovt skällsord om invandrare eller utlänning kan det beläggas i skrift från 1986.
En förklaring som fått spridning i debatten på senare år är att ordet, liksom många andra svenska slangord, kan ha lånats från finsk romani, där blāto eller blawato betyder ’blå’, och har betydelsenärhet till det medeltida svenska begreppet blåman (man med mörk hudfärg, i synnerhet om nordafrikan; med äldre synonymer mor, neger) och i sin tur kan vara ett inlån från sydslaviskans plav, ’blå’.
En annan förekommande hypotes är att ordet har att göra med det svenska verbet "blattra", 'pladdra, prata strunt' och att en "blatte" är någon som talar ett obegripligt språk – alltså en analog bildning till det från grekiskan komna "barbar".
Carl Henrik Svenstedt menar i en artikel i Sydsvenskan att ordet kan härröra från vulgärlatin blatta, vilket "lär betyda 'mörk', 'dunkel'". På klassiskt latin betyder blatta 'mal' eller 'purpur'.

### Fotnoter
1. 1 2  Lenard Klemens & Elias Nordin, Blatte - En kvalitativ studie om gymnasieungdomars uppfattningar av begreppet blatte, C-uppsats socionomprogrammet, Göteborgs universitet 2010.
2. 1 2 3  
Språkrådets frågelåda: Varifrån kommer blatte och vad betyder det?
3. ↑  SAOL på nätet Arkiverad 19 februari 2014 hämtat från the Wayback Machine., SAOL
4. ↑   Rickard Jonsson; Blatte betyder kompis : Om maskulinitet och språk i en högstadieskola, doktorsavhandling Stockholms Universitet.
5. ↑  Miljonsvenska är språkglädje, Dagens nyheter 2006-05-02
6. ↑  Svenska Akademiens ordbok: Blåman
7. ↑  Gerd Carling, Romani i svenskan: storstadsslang och standardspråk, Carlsson förlag 2005, sid 74.
8. ↑  Carl Henrik Svenstedt, Entomologisk etymologi, kulturkrönika i Sydsvenskan 22 april 2005
9. ↑  Ahlberg, Axel W.; Lundqvist Nils, Sörbom Gunnar (1960) (på latin). Latinsk-svensk ordbok. Svenska bokförlagets ordböcker (2. uppl., [3. tr.]). Stockholm: Svenska bokförl. (Bonnier)